# Jaclyn Jose
Jaclyn Jose, pseudonimo di Mary Jane Santa Ana Guck (Angeles, 21 ottobre 1963 – Quezon City, 2 marzo 2024), è stata un'attrice filippina.

## Biografia
Nel 2016 vinse al 69º Festival di Cannes il Premio per la miglior interpretazione femminile per il film Ma' Rosa. 
Morì a Quezon City il 2 marzo 2024 all'età di 60 anni a causa di un infarto.

## Filmografia
- White Slavery, regia di Lino Brocka (1985)
- Macho dancer, regia di Lino Brocka (1988)
- The Flor Contemplacion Story, regia di Joel Lamangan (1995)
- Tuhog, regia di Jeffrey Jeturian (2001)
- Masahista - Il massaggiatore (Masahista), regia di Brillante Mendoza (2005)
- Tirador, regia di Brillante Mendoza (2007)
- Serbis, regia di Brillante Mendoza (2008)
- A Secret Affair, regia di Nuel Crisostomo Naval (2012)
- My Little Bossings, regia di Marlon Rivera (2013)
- Felix Manalo, regia di Joel Lamangan (2016)
- Ma' Rosa, regia di Brillante Mendoza (2016)